# Maximilien Joseph Hurtault
Pour les articles homonymes, voir Hurtault.
Maximilien Joseph Hurtault (Huningue, 8 juin 1765 - Paris, 2 mai 1824) est un architecte français.

## Biographie
Très tôt Hurtault travaille auprès du directeur des fortifications d'Huningue. Une fois à Paris, il devient élève de Richard Mique, il est employé par son maître au Trianon. Sous le Directoire il devient professeur à l'Ecole polytechnique  et devient architecte inspecteur des salles du conseil des Anciens et du conseil des Cinq-Cents. Il participe à la restauration du palais des Tuileries, notamment à la décoration de la chapelle et du théâtre sous la direction de Percier et de Fontaine.
Après avoir obtenu en 1797 le second grand prix d'architecture, il se rend durant 20 mois en Italie. À son retour, il est nommé architecte au château de Fontainebleau, où on lui doit plusieurs restaurations dont celles du pavillon de l'Étang et de la galerie de Diane vers 1810. Il dessine également le jardin anglais dans le parc du château. Il est membre du jury de l'École des beaux-arts, et on lui confie l'inspection générale du conseil des bâtiments civils. Le 13 février 1819, il est admis à l'Institut. Il devient directeur des travaux à Saint-Cloud. Il réalise les pavillons de la grille de Sèvres. Louis XVIII le charge de dessiner sur la colline de Montretout à Saint-Cloud, un jardin à l'anglaise destiné aux enfants de France, Louise d'Artois et son frère Henri, duc de Bordeaux ; il s'agit du jardin du Trocadéro pour rappeler la victoire remportée en Espagne par le duc d'Angoulême. Après la mort de Hurtault, Eugène Dubreuil (1782-1862) termina son aménagement.
Il réalise également :
- un Manège, rue Saint-Honoré (disparu)
- un hôtel particulier, rue de la Paix
- une maison, 4 rue Richepance (pour sa famille), devenue de nos jours Rue du Chevalier-de-Saint-George
- une maison, 1 passage Cendrier

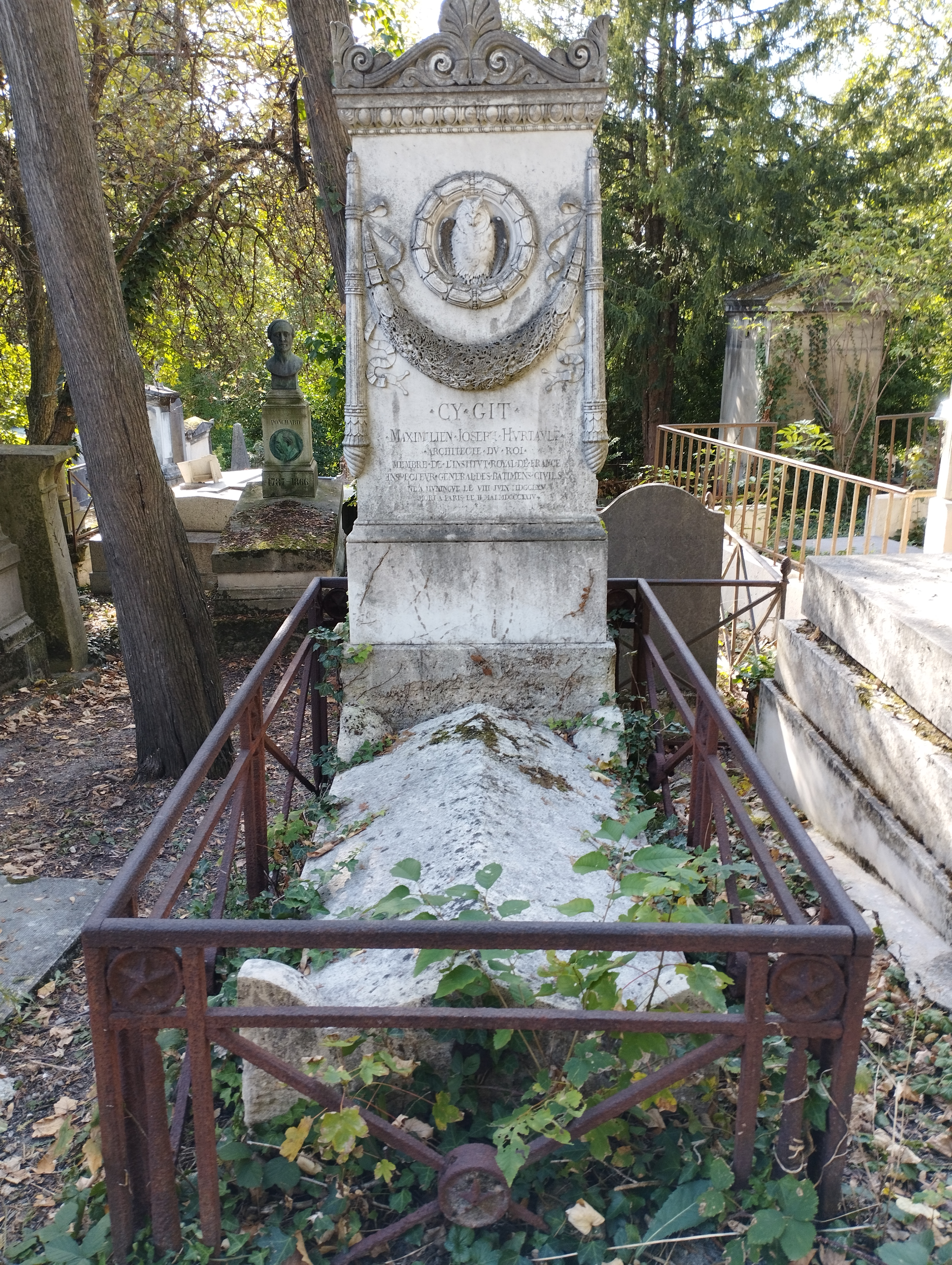
Tombe de Maximilien Joseph Hurtault au cimetière du Père-Lachaise (division 11).

Il est inhumé au cimetière du Père-Lachaise (11e division, Chemin Méhul).

## Sources
- Domenico Gabrielli, Dictionnaire historique du cimetière du Père-Lachaise XVIIIe et XIXe siècles, Paris, éd. de l'Amateur, 2002, 334 p. (ISBN 978-2-85917-346-3, OCLC 49647223, BNF 38808177)
- Henri Herluison, Catalogue des livres composant la bibliothèque composant la bibliothèque des livres de feu M. Hurtault, Paris, J.S. Merlin, 1824, 166 p.
- Quatremère de Quincy, Séance publique de l'Académie royale des beaux-arts, Paris, chez Firmin Didot, 1826, 48 p. (lire en ligne), p. 1-10